# Ојан Сансет
Ојан Сансет Тирапу (шп. Oihan Sancet Tirapu; Памплона, 25. април 2000) је шпански фудбалер који тренутно наступа за Атлетик Билбао. Игра на позицији офанзивног везног играча.

## Успеси
Атлетик Билбао
- Куп Шпаније (1) : 2023/24,[4]
- Суперкуп Шпаније (1) : 2020/21. (финале: 2021/22)[5]

 Шпанија до 18
- Медитеранске игре (1) :  2018.[6]

 Шпанија до 21
- Европско првенство до 21 године:  2023.[7]